# Résolution Newlands
La résolution Newlands (en anglais : Newlands Resolution) est une résolution commune adoptée le 7 juillet 1898 par le Congrès des États-Unis pour annexer la République d'Hawaï. Par la suite, en 1900, le Congrès crée le Territoire d'Hawaï.
La résolution est rédigée par le représentant Francis G. Newlands, un démocrate du Nevada. L'annexion est alors une question politique très controversée, tout comme le fut l'acquisition des Philippines en 1898.

## Histoire
En 1897, le président américain William McKinley signe un traité d'annexion de la République d'Hawaï qui manque du soutien des 2/3 au Sénat et n'entre pas en vigueur. En avril 1898, les États-Unis entrent en guerre contre l'Espagne. La République d'Hawaï décide de ne pas soutenir l'effort de guerre et se déclare neutre. Selon Ralph S. Kuykendall, « Le gouvernement hawaïen a mis de côté sa neutralité et a fait tout ce qu'il pouvait pour aider les Américains [...] Honolulu est devenue une escale au milieu de l'océan pour les troupes américaines qui ont été envoyées à travers le Pacifique [...] Les soldats américains ont été accueillis avec enthousiasme et ont reçu un avant-goût de l'hospitalité hawaïenne. ». Le soutien d'Hawaï démontre son importance comme base navale en temps de guerre et est apprécié du côté américain. L'opposition étant affaiblie, Hawaï est annexée par la résolution Newlands, un accord entre le Congrès et l'exécutif qui ne nécessite qu'un vote à la majorité dans les deux chambres. Bien que le projet de loi ait été rédigé par un démocrate, la plus grande partie du soutien vient des républicains. Il passe la Chambre des représentants des États-Unis par un vote de 209 contre 91; les partisans comprennent 182 républicains. Il est adopté au Sénat par un vote à la majorité des deux tiers de 42 voix contre 21. Il est approuvé le 4 juillet 1898 et signé le 7 juillet par McKinley. Le 12 août, une cérémonie a lieu sur les marches du palais ʻIolani pour signifier le transfert officiel de la souveraineté de l'État hawaïen aux États-Unis. Certains citoyens hawaïens n'ont pas reconnu la légitimité de l'événement et n'y ont pas assisté.
La résolution établit une commission de cinq membres pour étudier le statut juridique nécessaire à Hawaï. La commission comprend le gouverneur territorial Sanford Ballard Dole (territoire R-Hawaii), les sénateurs Shelby Cullom (R-IL) et John Tyler Morgan (D-AL), le représentant Robert R. Hitt (R-IL) et l'ancien Juge en chef de Hawaï et plus tard gouverneur territorial Walter F. Frear (territoire R-Hawaii). Le rapport final de la commission est soumis au Congrès pour un débat qui dure plus d'un an. Le Congrès soulève des objections selon lesquelles l'établissement d'un gouvernement territorial élu à Hawaï conduirait à l'admission d'un État à majorité non blanche.
L'annexion permet le commerce en franchise de droits entre les îles et le continent, bien que cela ait déjà été principalement le cas grâce à un accord commercial de réciprocité que le roi David Kalakaua avait conclu avec les États-Unis en 1875, en échange d'un bail à long terme de Pearl Harbor accordé à la marine américaine pour une base navale.
La création du territoire d'Hawaï est la dernière étape d'une longue histoire de diminution de la souveraineté hawaïenne et divise la population locale. L'annexion se heurte à l'opposition de certains et se déroule sans aucun référendum. Le débat entre le souverainisme hawaïen et anti-souverainisme subsiste, portant sur la légalité de l'acquisition d'Hawaï en vertu de la constitution américaine,. Le mouvement pour la souveraineté hawaïenne considère l'annexion comme illégale,. Cependant, la Cour suprême des États-Unis reconnut tacitement la légitimité de l'annexion d'Hawaï dans De Lima v. Bidwell, 182 US 1, 196 (1901).
Les États-Unis prennent en charge 4 millions de dollars de dette hawaïenne dans le cadre de l'annexion. David R. Barker de l'Université de l'Iowa estime en 2009 que contrairement à l'achat de l'Alaska, l'annexion d'Hawaï a été rentable pour le pays, les recettes fiscales nettes dépassant presque toujours les dépenses non militaires. Il a estimé le taux de rentabilité interne de l'annexion à plus de 15 %.

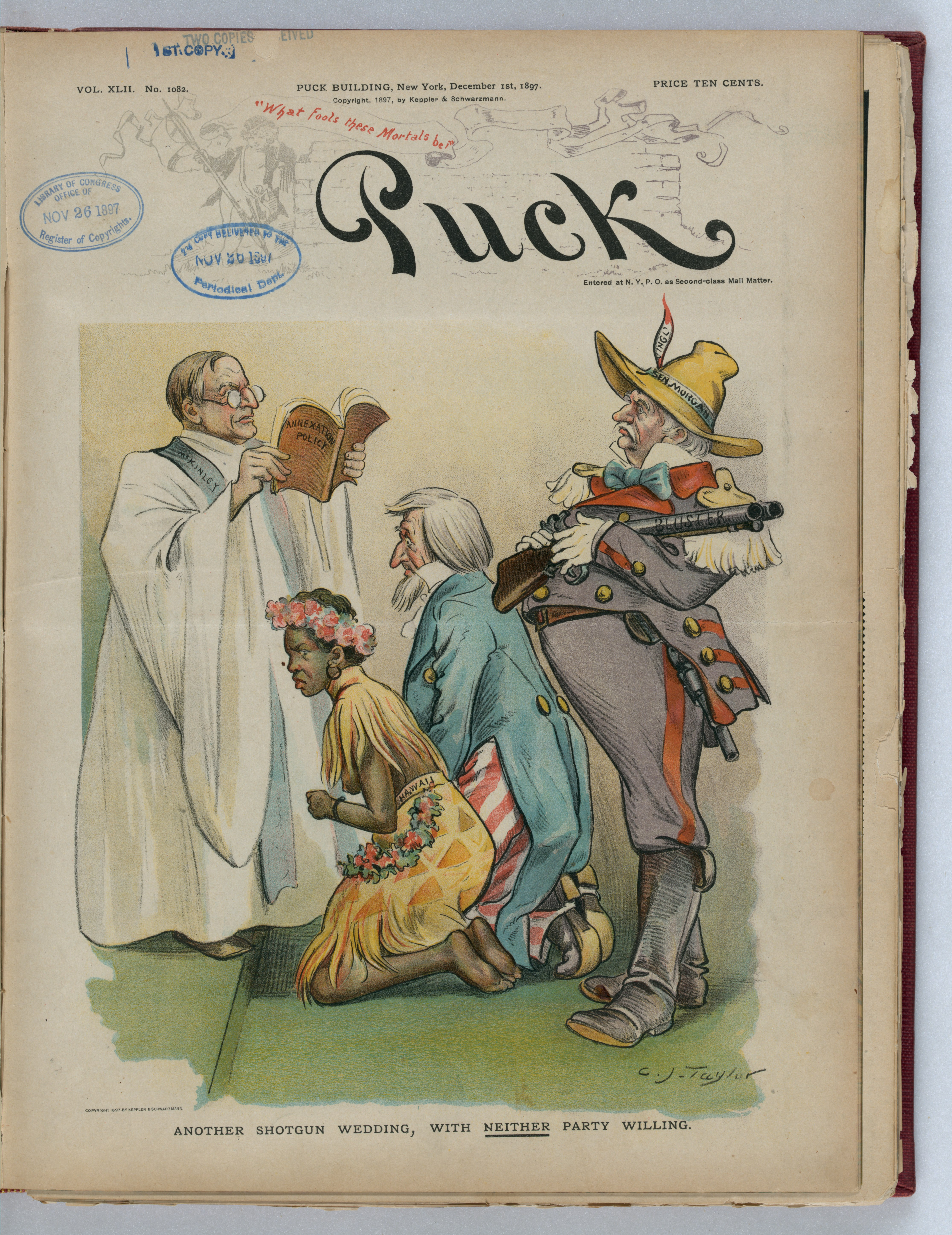
Cette caricature politique de 1897 dépeint l' annexion d'Hawaï par les États-Unis comme "un mariage au fusil de chasse, sans qu'aucune des parties ne le veuille".

De multiples opinions aux États-Unis et à Hawaï se sont exprimées pour et contre l'annexion de 1893 à 1898. L'historien Henry Graff a écrit qu'au début, "l'opinion publique américaine semblait indiquer un acquiescement. . . . Indéniablement, le sentiment intérieur mûrissait avec une force immense pour que les États-Unis rejoignent les grandes puissances du monde dans une quête de colonies d'outre-mer." 
Le président Grover Cleveland, en prenant ses fonctions en mars 1893, annule la proposition d'annexion. Son biographe Alyn Brodsky soutint que Cleveland était convaincu qu'une action immorale était entreprise contre ce petit royaume.
Cleveland dut mobiliser le soutien des démocrates du Sud pour combattre le traité. Il envoya l'ancien représentant de la Géorgie James H. Blount comme représentant spécial à Hawaï pour enquêter et fournir une solution. Blount était bien connu pour son opposition à l'impérialisme, et était également un chef de file de la suprématie blanche qui  mit fin au droit de vote des Noirs du sud dans les années 1890. Certains observateurs émirent l'hypothèse qu'il soutiendrait l'annexion en raison de l'incapacité des locaux à se gouverner. Au lieu de cela, Blount s'opposa aux visées impérialistes, appela l'armée américaine à replacer la reine Liliʻuokalani sur son trône et soutint que les autochtones d'Hawaï devaient être autorisés à poursuivre leurs « destins asiatiques ».
Blount n'était apparemment pas au courant du programme établi pour Hawaï lors du premier mandat de Cleveland par son secrétaire d'État Thomas F. Bayard. Bayard avait envoyé des instructions écrites au ministre américain George W. Merrill selon lesquelles, en cas de nouvelle révolution à Hawaï, il était prioritaire de protéger le commerce, les vies et les biens américains. Bayard avait précisé que « l'assistance des officiers de nos navires gouvernementaux, si elle est jugée nécessaire, sera donc rapidement accordée pour promouvoir le règne de la loi et le respect d'un gouvernement ordonné à Hawaï ». En juillet 1889, lors d'une rébellion à petite échelle, Merrill fit débarquer des Marines pour protéger les Américains, une action que le Département d'État approuva explicitement. Stevens avait lu ces instructions de 1887 et les avait suivies en 1893,.
Un mouvement anti-expansionniste vigoureux à l'échelle nationale, organisé sous le nom de Ligue anti-impérialiste, émergea et fut écouté par Cleveland, Carl Schurz, le leader démocrate William Jennings Bryan, l'industriel Andrew Carnegie, l'auteur Mark Twain, le sociologue William Graham Sumner, et de nombreux éminents intellectuels et politiciens. Les anti-impérialistes s'opposaient à l'expansion car l'impérialisme violait le principe fondamental selon lequel un gouvernement républicain juste découle du « consentement des gouvernés ». La Ligue fit valoir qu'une annexion signifierait l'abandon des idéaux américains d'autonomie gouvernementale et de non-intervention exprimés dans la Déclaration d'indépendance, le discours d'adieu de George Washington et le discours de Gettysburg de Lincoln.
Cependant, cela n'arrêta pas les menées énergiques du secrétaire d'État John Hay, du stratège naval Alfred Mahan, du sénateur républicain Henry Cabot Lodge, du secrétaire à la Guerre Elihu Root et du jeune politicien Theodore Roosevelt. Ces partisans de l'expansionnisme bénéficiaient du soutien ferme des éditeurs de presse William Randolph Hearst et Joseph Pulitzer qui attisèrent l'enthousiasme populaire. On craignait alors que le Japon ne s'empare d'Hawaï dans le cadre de son empire colonial, ce qui constituerait une menace sérieuse pour la côte ouest. Mahan et Roosevelt étaient à l'origine d'une stratégie globale en faveur d'une marine moderne compétitive, avec des bases dans le Pacifique, un canal isthmique à travers le Nicaragua ou le Panama et, surtout, un rôle affirmé de l'Amérique comme plus grande puissance industrielle. La position de McKinley était qu'Hawaii ne pourrait jamais survivre seule mais serait rapidement engloutie par le Japon puisque déjà, un quart de la population des îles était japonaise. Cela permettrait au Japon de dominer le Pacifique et saperait les espoirs américains d'un commerce à grande échelle avec l'Asie.